# Reninus curvatus
Reninus curvatus är en skalbaggsart som först beskrevs av Lewis 1912.  Reninus curvatus ingår i släktet Reninus och familjen stumpbaggar. Inga underarter finns listade i Catalogue of Life.